# Hámori István
Hámori István (1967. szeptember 30. –) labdarúgó, kapus.

## Pályafutása
1990 és 1992 között a Vasas labdarúgója volt. Az élvonalban 1990. augusztus 19-én mutatkozott be az MTK-VM ellen, ahol csapata 2–1-es győzelmet aratott. 1992 és 1999 évvége között a Vác FC kapusa volt, de bajnoki mérkőzésen először csak az 1993–94-es idényben lépett pályára. Tagja volt a váci bajnokcsapatnak. 2000 és 2003 között négy idényen át a finn FC Lahti játékosa volt. A 2006–07-es idényben két mérkőzésre visszatért védeni a váci csapatba. A magyar élvonalban összesen 138 mérkőzésen szerepelt.

## Sikerei, díjai
- Magyar bajnokság
  - bajnok: 1993–94
- Magyar kupa
  - döntős: 1995